# Juan Calderón (Philologe)
Juan Calderón (* 19. April 1791 in Villafranca de los Caballeros, Provinz Toledo; † 28. Januar 1854 in London) war ein spanischer protestantischer Theologe, Grammatiker, Cervantes-Forscher, Helenist, Romanist und Hispanist, der in Frankreich und England wirkte.

## Leben und Werk
Juan Antonio Hermógenes Calderón Espadero trat 1806 bei den Franziskanern von Alcázar de San Juan ein, lernte in Lorca und bildete sich in Valencia. Trotz Glaubensverlust wurde er zunächst Priester und geistlicher Philosophielehrer, trat aber 1820 ins Zivilleben über. 1823 ging er in die Emigration nach Bayonne und Bordeaux und überlebte als Schuster und Lehrer für Spanisch, Latein und Griechisch.
In Frankreich wurde er durch den Wanderprediger Henri Pyt zum protestantischen Glauben bekehrt und blieb dort (ein theologischer Aufenthalt in London 1829 ausgenommen) bis 1842. Dann lebte er bis 1845 in Madrid und veröffentlichte eine bedeutende spanische Grammatik.
Er verließ Madrid wieder und ging über Bordeaux ein zweites Mal nach London, wo er mit Hilfe seines (durch Benjamin Barron Wiffen [1794–1867] vermittelten) vermögenden Freundes Luis de Usoz die protestantischen Zeitschriften Neto Catolicismo/Pure Catholicism (1849–1851) und El Examen Libre. Periódico religioso de indeterminado período, destinado a propagar el conocimiento de la pura religión del Evangelio (1851–1854) herausgab und an einer Neuübersetzung der Bibel aus dem Griechischen arbeitete.
Calderón war von 1852 bis zu seinem Tod 1854 Inhaber des Lehrstuhls für Spanisch am King’s College London.
Nach seinem Tod sorgte Usoz für die Publikation seiner Autobiografie sowie seines gegen Diego Clemencín gerichteten Cervantes-Kommentars.
Juan Calderón war der Vater des seinerzeit berühmten britischen Malers Philip Hermógenes Calderón (1833–1899).

## Werke
- Examen raisonné de l'emploi des verbes ser et estar dans la langue espagnole, Bordeaux 1836
  - auch in: Manuel Martínez de Morentín (Hrsg.), Estudios filológicos, London 1857, S. 21–43
- Revue grammaticale de la langue espagnole, 2 Bde., Bordeaux 1838–1839 (darin ein Schwierigkeitenwörterbuch der spanischen Sprache)
  - Revista Gramatical de la Lengua Española 1–3, 1843 Madrid, núm. 1, 2, 3 (Teilausgabe, spanisch)
- Análisis lógica y gramatical de la lengua española, Madrid 1843, hrsg. von Francisco Merino Ballesteros,  Madrid 1852, 1861
  - auch in: Antiguas gramáticas del castellano, hrsg. von José Jesús Gómez Asencio, Madrid 2001 (Colección Clásicos Tavera 63, CD)
- Diálogos entre un párroco y un feligrés sobre el derecho que tiene todo hombre para leer las Santas Escrituras y formar, según el contenido de ellas, su creencia religiosa (Manuskript) 
  - Discusión amistosa de un párroco con uno de sus feligreses sobre el derecho que tiene todo hombre a leer y estudiar las Santas Escrituras, in: Catolicismo Neto 2, 3 und 5, 1849–1850;  in: El Examen Libre  1, 1851
  - englisch: Friendly discussions with my Priest, London 1854
- Cervantes vindicado en ciento y quince pasajes del texto del Ingenioso Hidalgo D. Quijote de la Mancha, que no han entendido o que han entendido mal algunos de sus comentadores o críticos, Madrid 1854, hrsg. von Ángel Romera, Alcázar de San Juan 2006

### Autobiografie
- Don Juan Calderón, hrsg. von Luis de Usoz y Río (1805–1865), Madrid 1855 (Autobiografie)
  - französisch: Don Juan Calderon. Sa vie écrite par lui-même, hrsg. von Joseph Nogaret (1811–1890), Paris 1880
  - De las tinieblas a la luz, Barcelona 1884
  - Autobiografía, hrsg. von Ángel Romera Valero, Alcázar de San Juan 1997

### Studien
- Marcelino Menéndez y Pelayo, Historia de los heterodoxos españoles, 3 Bände, Madrid 1880–1882 (zahlreiche Auflagen)
- Vicente Llorens, Liberales y románticos. Una emigración española en Inglaterra 1823-1834, Mexiko-Stadt 1954, Madrid 1968, 1979, 2006, 2011
- Juan Bautista Vilar, Intolerancia y libertad en la España contemporánea. Los orígenes del protestantismo español actual, Madrid 1994
- Matilde Gallardo Barbarroja, Introducción y desarrollo del español en el sistema universitario inglés durante el siglo XIX, in: Estudios de Lingüística del Español  20, 2003 (http://elies.rediris.es/elies20/)
- Mar Vilar García, Docentes, traductores e intérpretes de la lengua inglesa en la España del siglo XIX. Juan Calderón, los hermanos Usoz y Pascual de Gayangos, Murcia 2004 (4 Beiträge zu Calderón als Grammatiker, protestantischer Journalist, Bibelübersetzer und Cervantes-Forscher, ursprünglich 1994–1996 erschienen)
- Juan Bautista Vilar, La España del exilio. Las emigraciones políticas españolas en los siglos XIX y XX, Madrid 2006